# Quiina colonensis
Quiina colonensis är en tvåhjärtbladig växtart som först beskrevs av W.G. D'arcy, och fick sitt nu gällande namn av W.G. D'arcy. Quiina colonensis ingår i släktet Quiina och familjen Ochnaceae. Inga underarter finns listade i Catalogue of Life.